# Пискунов, Владислав Юрьевич
Владисла́в Ю́рьевич Пискуно́в (укр. Владислав Юрійович Піскунов; род. 7 июня 1978, Новая Каховка, Херсонская область) — украинский легкоатлет, специалист по метанию молота. Выступал за сборную Украины по лёгкой атлетике в 1994—2005 годах, обладатель бронзовой медали чемпионата мира, серебряный призёр чемпионата Европы, многократный победитель и призёр первенств национального значения, участник двух летних Олимпийских игр. Мастер спорта Украины международного класса.

## Биография
Владислав Пискунов родился 7 июня 1978 года в городе Новая Каховка Херсонской области Украинской ССР.
Занимался лёгкой атлетикой под руководством своего отца Юрия Александровича Пискунова, заслуженного тренера Украины.
Впервые заявил о себе в метании молота на международном уровне в сезоне 1994 года, когда вошёл в состав украинской национальной сборной и выступил на юниорском мировом первенстве в Лиссабоне. Превзошёл здесь всех соперников в финале, но из-за нарушения антидопинговых правил его результат аннулировали.
В 1998 году одержал победу на чемпионате Украины в метании молота, на соревнованиях в Киеве показал 24-й результат мирового сезона — 78,66 метра. Принимал участие в чемпионате Европы в Будапеште, где в финале с результатом 75,10 закрыл десятку сильнейших.
В 1999 году защитил звание чемпиона Украины, на турнире в Киеве метнул молот на 80 метров ровно, став 12-м в мировом рейтинге этого сезона. Также победил на молодёжном европейском первенстве в Гётеборге (76,26), взял бронзу на чемпионате мира в Севилье (79,03) и на Универсиаде в Пальме (78,61).
В 1999 году был объявлен газетой «Крымская правда» лучшим спортсменом полуострова по итогам года.
В 2000 году в третий раз подряд стал чемпионом Украины, в Ялте показал седьмой результат мирового сезона — 81,56 метра. Благодаря череде удачных выступлений удостоился права защищать честь страны на летних Олимпийских играх в Сиднее, где на предварительном квалификационном этапе метнул молот на 76,08 метра и в финал не вышел.
В 2001 году выиграл серебряные медали на Европейском вызове по зимним метаниям в Ницце (76,41) и на Универсиаде в Пекине (77,99), выступил на чемпионате мира в Эдмонтоне (76,34).
В 2002 году на соревнованиях в Киеве установил свой личный рекорд в метании молота — 82,23 метра (шестой результат мирового сезона). С результатом 80,39 завоевал серебряную медаль на чемпионате Европы в Мюнхене, уступив в финале только венгру Адриану Аннушу.
В 2003 году стал серебряным призёром на Всемирных военных играх в Катании (74,88), метал молот на чемпионате мира в Париже (75,65).
Находясь в числе лидеров украинской легкоатлетической команды, благополучно прошёл отбор на Олимпийские игры 2004 года в Афинах — на сей раз на предварительном квалификационном этапе метания молота провалил все три свои попытки, не показав никакого результата.
В 2005 году с результатом 74,78 Пискунов занял 11-е место на чемпионате мира в Хельсинки, но вскоре этот результат аннулировали из-за проваленного допинг-теста — в его пробе обнаружили следы анаболического андрогенного стероида дростанолона. За повторное нарушение антидопинговых правил спортсмена дисквалифицировали пожизненно.
Его брат Эдуард Пискунов — заслуженный тренер Украины по лёгкой атлетике. Племянник Глеб Пискунов — так же известный метатель молота, чемпион мира среди юношей, победитель юношеских Олимпийских игр.